# Drapeau du Venezuela

Drapeau du Président

Le drapeau du Venezuela est constitué de 3 bandes horizontales de mêmes dimensions, soit :
- jaune : représentant les richesses du pays ;
- bleu : représentant le ciel et la Mer des Caraïbes ;
- rouge : représentant le sang versé par le peuple durant la guerre d'indépendance pour la liberté.

Un arc de cercle constitué de 8 étoiles sur la bande bleue ; les 8 étoiles représentent les 8 provinces.
Le drapeau vénézuélien changea plusieurs fois à travers les années.

## Création en 1806
Le général Francisco de Miranda créa le drapeau original avec 7 étoiles et celui-ci fut le premier à l'utiliser le 12 mars 1806. Il fut adopté par le Congrès comme drapeau national le 14 juillet 1811.  C'est finalement le 15 juillet 1930, que le Congrès National adopte les couleurs officielles de l'ancien drapeau à 7 étoiles, reprenant le drapeau d'origine de 1811. Les 7 étoiles représentaient les sept provinces signataires de l'acte d'indépendance en 1811 soit : Barcelona, Barinas, Caracas, Cumaná, Margarita, Mérida et Trujillo.
Chaque année depuis 1963, on célébrait le 12 mars comme Journée nationale du drapeau ou Fête du drapeau ("Dia de la bandera").

## Dernières modifications en 2006

Ancien drapeau du Venezuela (1954-2006) avec 7 étoiles seulement et cheval tourné vers la droite.

Le 7 mars 2006, Le Parlement du Venezuela adopte la modification du drapeau national afin de l'adapter à la révolution socialiste du président Hugo Chávez, à l'initiative du projet. Entièrement contrôlé par les partisans du chef de l'État à la suite du boycott des élections législatives par l'opposition en décembre, le Parlement a approuvé l'ajout d'une huitième étoile. Les députés vénézuéliens ont également modifié le galop du cheval blanc figurant sur l'écusson national afin de le tourner, non plus vers la droite, mais vers la gauche, afin de le rendre semblable aux écussons de la Grande-Colombie adoptés en 1822. 
Le Parlement a également décidé certains ajouts sur l'écusson, tels qu'un kayak, un arc et une flèche représentant les armes des indigènes ou une machette de paysan, en hommage aux racines des descendants d'origine africaine.
Le 12 mars 2006, Hugo Chávez ajouta une huitième étoile pour rendre honneur à la province de Guyane qui contribua comme les 7 autres provinces de l'époque à l'indépendance du pays.
Depuis 2006, la célébration de la Fête du drapeau a été fixée au 3 août.
Depuis, l'opposition vénézuélienne utilise l'ancien drapeau à sept étoiles, notamment María Corina Machado.